# Anne-Marie Losonczy
Dans le nom hongrois Losonczy Anna-Mária, le nom de famille précède le prénom, mais cet article utilise l’ordre habituel en français Anna-Mária Losonczy, où le prénom précède le nom.
Anne-Marie Losonczy, née Anna-Mária Losonczy, est une anthropologue hongroise, directrice d’études à l’École Pratique des Hautes Études et professeur à l'Université libre de Bruxelles. Ses recherches portent sur deux aires géographiques : la Hongrie post-soviétique et les Amérindiens de Colombie. 

## Travaux sur le système social et le système rituel des Negro-Colombiens
Ses travaux ont été publiés dans l'ouvrage Les Saints et la Forêt. Système social et système rituel des Negro-Colombiens : échanges inter-ethniques avec les Embera du Choco (Colombie), 1992.
Le texte d'Anne-Marie Losonczy a porté un regard anthropologique sur « les échanges entre les Négro-Colombiens du Choco et les Indiens Embera ».
Les descendants d’esclaves africains (18 % de la population colombienne) forment une société négro-colombienne issue de la décomposition de l’esclavage.
Non loin d’eux, se trouvent les zones refuges des Indiens Embera, autochtones amérindiens.
Dans un pays constamment déchiré par de violents conflits, la longue coexistence de ces deux sociétés paraît le résultat d’emprunts réciproques, organisés autour d'une coopération interethnique. Cette stratégie culturelle est ainsi alternative à la violence.
La mémoire de cette époque s'exprimerait dans un registre « à l'intermédiaire entre le dit et le non-dit ».
La recherche d’Anne-Marie Losonczy a débuté en novembre 1975 et portait sur des groupes ruraux noirs de la forêt humide du Choco en Colombie, « société d’origine africaine où langues, rites et pratiques de cette origine » semblaient avoir disparu. Mais elle se rendit vite compte que cette société était incompréhensible sans la prise en compte d’échanges avec les groupes locaux Indiens.
Ces deux sociétés aux intérêts économiques et culturels différents maintenaient ainsi une « distance proche sans violence ».
En observant ces sociétés, elle constata que ses conduites constituaient une énigme pour ses interlocuteurs et inversement. C’est ce qu’elle appelle l’énigme réciproque à partir de laquelle commence le cosavoir. C’est un processus relationnel, un moyen de savoir et de comprendre ce que notre interlocuteur veut nous dire, en interprétant ses gestes, ses paroles, son silence, ses mimiques.
La condition première de son étude fut de se taire : taire ce qu’elle savait et adopter l’écoute silencieuse. Elle tenta alors des interprétations en optant pour des conduites imitatives ou complémentaires de celles de ses interlocuteurs. Ce fut pour elle un nouveau mode d’entrée en dialogue par les gestes, les regards, le silence, les mimiques.
Dans ces deux sociétés, il n’y a pas de justifications des croyances ou des représentations, pas de justification sur le sens et la normativité des pratiques sociales, et aucun spécialiste pour les produire. Ce sont des gestes, des mimiques, des interactions et interjections qui dévoilent la cohérence de leur culture qui implique les corps, les sens et les voix.
Anne-Marie entretient aujourd'hui un cadre pérenne de ces relations de cosavoir en effectuant des retours annuels ou bisannuels sur le lieu de la recherche pendant vingt ans, ce qui donne une consistance temporelle et relationnelle à leurs échanges.
Et au bout d'un moment, apparu un autre cosavoir qui concernait l’extérieur (national et international) : une question se posait aux interlocuteurs: « et chez toi ? » Les commentaires d’Anne-Marie Losonczy étaient ensuite recadrés et comparés à leur expérience locale.
Par cette étude, Anne-Marie Losonczy a réalisé un apprentissage par imprégnation complémentaire de celui par simple information ou observation non impliquée. Cet apprentissage a mobilisé une grande dimension émotionnelle. En effet, « l’ethnographe engage son corps, ses sens et ses gestes, il se laisse affecter par l’apprentissage des pratiques qu’il observe ».

## LeCosavoir
Quand on rencontre une personne qui ne parle pas notre langue, ou qui ne possède pas notre culture, on ne se comprend pas toujours et n’arrivons pas à communiquer ou communiquons difficilement. Les conduites de l’un constituent une énigme pour l’autre et inversement. De ce fait personne ne comprend quoi que ce soit à ce que l’autre a voulu dire. C’est ce que Anne-Marie Losonczy, appelle l’énigme réciproque et à partir de laquelle commence le cosavoir.
Le cosavoir est un processus relationnel, un moyen de savoir et de comprendre ce que notre interlocuteur veut nous dire, en interprétant ses gestes, ses paroles, son silence, ses mimiques. C’est selon Anne-Marie Losonczy « une sorte de représentation commune, compromis négocié entre un savoir externe et un savoir interne, créant une relation affectée d’une forte composante émotionnelle entre observateurs et observés ».
Le cosavoir est constitué d’interprétations données aux conduites de l’autre : soit « l’exégèse interne » d’une part, et « l’exégèse externe » d’autre part.
L’exégèse interne sont « les conduites spontanément produites lors d’événements ou de situations d’intimité (culturelle) entre les interlocuteurs ».
L’exégèse externe sont « les énoncés produits par les interlocuteurs à la demande de l’étranger ».
Le cosavoir constitue donc un nouvel objet relationnel entre le chercheur et l’interlocuteur.
Le cosavoir se construit autour d’une constante négociation verbale ou non verbale. Quand Anne-Marie Losonczy observait les tribus du Choco, elle adoptait  des conduites imitatives ou complémentaires des personnes observées.
Le cosavoir est toujours en construction et est en partie imprévisible. En effet, il peut y avoir des malentendus, des incompréhensions dans une relation entre deux personnes qui ne parlent pas la même langue. Ces malentendus ont un rôle productif dans la construction de ce cosavoir, et il nécessite un apprentissage « diffus par essais et erreurs ». 
Le cosavoir crée un tissu relationnel mais encore faut-il que les deux personnes veuillent se comprendre mutuellement et donnent un sens aux éléments qu’elles perçoivent chez l’autre (marqueurs gestuels, comportementaux, vestimentaires…).
En outre, le cosavoir est constitué par des facteurs personnels et contextuels et par des temporalités ethnographiques différentes. L’ethnographe dispose en effet de plusieurs temporalités dans sa recherche : le travail de terrain, des va-et-vient sur le lieu de la recherche, la remémoration, la traduction, la rédaction…). Cet ensemble de facteurs (personnels, contextuels, et temporels) pourraient expliquer le fait que lorsque plusieurs chercheurs observent la même société, ils obtiennent souvent des résultats différents. Le cosavoir apporte des données supplémentaires que celles recueillis sur le terrain. C’est « un nouveau rapport entre les connaissances ». 
Le chercheur et l’interlocuteur entretiennent une relation de cosavoir qui est soumise aux aléas du contexte externe et interne.

## Ouvrages
- Marta Craveri et Anne-Marie Losonczy, Enfants du goulag, Belin, 2017, 280 p.